# Albert Borer
Albert Borer (* 31. Mai 1875 in Büsserach; † 19. Oktober 1922 in Breitenbach) war ein Schweizer Industrieller und Politiker. Er gründete 1903 die Schweizerischen Isola-Werke AG, die als erstes Unternehmen weltweit Glimmerprodukte an die Elektroindustrie, insbesondere für Hochspannungsmotoren und -generatoren lieferte.

## Leben
Albert Borer wurde in Büsserach geboren als Sohn des Kleinbauern Franz Josef Borer und dessen Ehefrau Klaudine Borer. Er wuchs zusammen mit zwei Brüdern und fünf Schwestern auf und konnte, trotz der armseligen wirtschaftlichen Verhältnisse in der Region, eine gute Ausbildung geniessen. Nach Abschluss seiner Schullaufbahn an der Bezirksschule Breitenbach und der Kantonsschule Pruntrut trat er 1891 eine kaufmännische Anstellung an der Kalk- und Gipsfabrik Bärschwil an. Dort übernahm er 1894 die technische Leitung und war von 1896 bis 1901 Direktor.
Der industrielle Aufschwung durch die Elektrizität hatte in anderen Regionen gerade erst begonnen, als Albert Borer die grossen Möglichkeiten im kristallisierten Mineral Mica (Glimmer) erkannte, das hervorragende thermische, chemische und dielektrische Eigenschaften vereint und den bisher verwendeten Isoliermaterialien wie Holz, Gummi, Glas und Textilien weit überlegen war. Glimmer lässt sich aber nicht leicht verarbeiten, weshalb er ein neuartiges flächenförmiges, flexibles Glimmerprodukt entwickelte. Zusammen mit drei Angestellten begann er zum ersten Mal Spaltglimmer zu verarbeiten, der Schicht um Schicht als elektrischer Isolator zusammengeleimt wurde. Das war zu jener Zeit in der Elektrotechnik und im Maschinenbau völlig neuartig. Das junge Geschäft, das er dank seiner Heirat mit der gut situierten Witwe Julia Kessler gründen konnte, vergrösserte sich schnell, während die Nachfrage nach Isola-Glimmerprodukten Jahr um Jahr stetig stieg. 1905 war er in der Lage die Fabrik zu erweitern.
Ab 1909 war er Direktor und Verwaltungsratsvorsitzender der Isola.
Politisch war Albert Borer in der FDP Kanton Solothurn aktiv. Von 1908 bis zu seinem Tod 1922 gehörte er dem Solothurner Kantonsrat an.